# Praia de Coroa do Meio
Coroa do Meio, Aracaju - SE
Coroa do Meio é uma praia de Aracaju, situada no bairro de mesmo nome. É a primeira praia oceânica ao Sul de Aracaju iniciando-se na foz do Rio Sergipe.
A Praia Coroa do Meio é bem pequena, tem pouco mais de um quilômetro e um farol que sinaliza a praia, que é ponto de encontro de pescadores. Mesmo quando o mar não está para peixe não faltam anzóis e molinetes.
Possui um mar bastante agitado e uma proximidade de uma região de pedras, portanto todo cuidado é pouco ao se banhar nessas águas. Trata-se de uma praia perigosa, com fortes correntezas e altos índices de afogamentos.

## Descrição
A praia da Coroa do Meio é uma das praias mais conhecidas da cidade de Aracaju, pois é a primeira praia se levando em conta a vinda da região central da capital. O início da praia é bem na margem do Rio Sergipe, o que cria um visual bastante único para o local. A praia fica bem perto da movimentada Atalaia.
É uma das primeiras praias na orla da cidade de Sergipe, contudo não é recomendável o banho por ali. Cuidado deve ser tomado, pois tem áreas próximo à margem da praia que é bem profunda, com até 30 metros de profundidade. Portanto todo cuidado é pouco ao se banhar nessas águas. Normalmente muitas pessoas visitam a praia para fazer caminhadas.
Fica localizada no bairro Coroa do Meio, uma região bastante movimentada por se tratar de uma área urbana. Há uma boa estrutura na praia pois possui muitos bares, lanchonetes, restaurantes e barracas. Além dos muitos bares e restaurantes, também tem um estacionamento amplo para quem vai de carro.
A região conhecida como quebra-mar, possui um point muito bom para pesca, que fica localizado sobre as pedras que contém o avanço do mar sobre o território urbanizado da região.

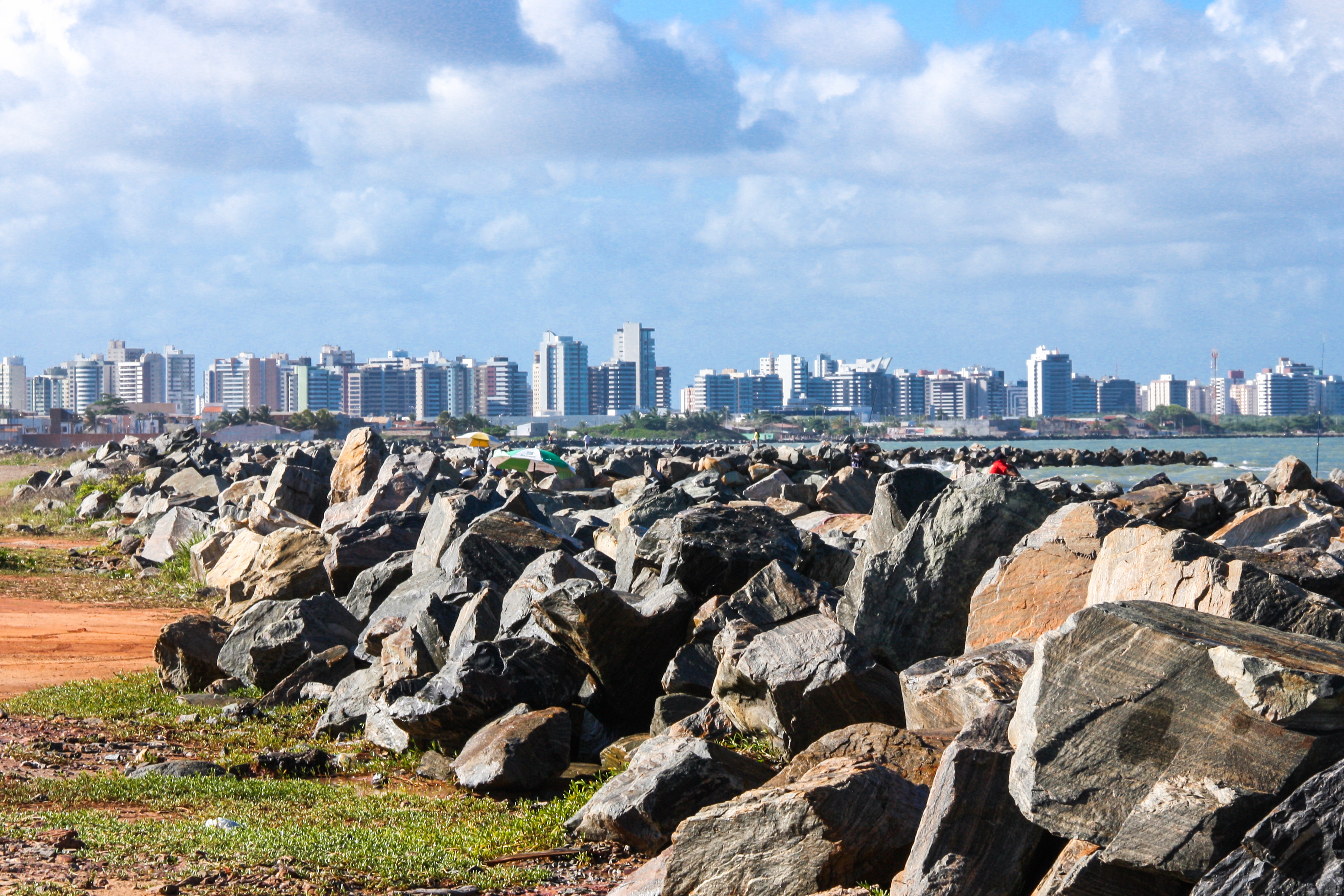
Imagem das pedras que formam o quebra-mar da Coroa do Meio

Na praia da Coroa do Meio, mantenha distância das pedras e não se afaste das margens. Trata-se de uma praia perigosa, com fortes correntezas e altos índices de afogamentos. Algumas vezes é possível ver em suas águas agitadas grupos de botos e tartarugas marinhas. Próximo a este local se encontra também o Farol da Coroa do Meio que é um ponto turístico da cidade.

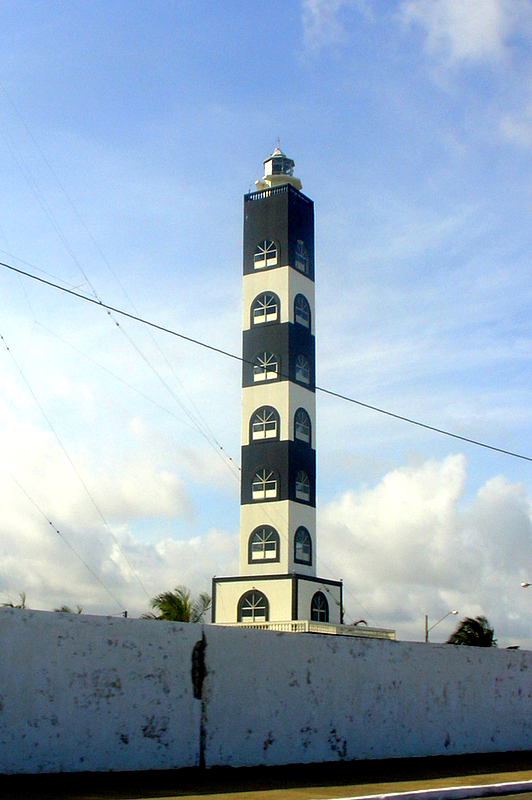
Imagem do farol da Coroa do Meio

O farol é uma âncora inspiradora nesta praia. É uma estrutura notável e, durante a noite, emite um feixe brilhante para orientar marinheiros marítimos. Muita gente reclama o fato de, estar fechado para os visitantes, mas a atitude é justificável pela conservação do mesmo. Entretanto, no dia 29 de março de 2019, a Marinha do Brasil expediu comunicado, informando que iniciou os estudos de viabilidade técnica para uma possível abertura do Farol para visitação pública.